# منظمة المناضلين العماليين من أجل الحرية
منظمة المناضلين العماليين من أجل الحرية (بالفارسية: سازمان رزمندگان آزادی طبقه کارگر) كان حزبًا شيوعيًا في إيران عارض الخط السوفيتي وعقيدة حرب العصابات. 